# Маркиз Дауншир
Маркиз Дауншир (англ. Marquess of Downshire) — наследственный титул в системе Пэрства Ирландии.

## История

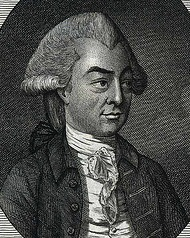
Уиллс Хилл, 1-й маркиз Дауншир (1718—1793)

Титул маркиза Дауншира был создан 20 августа 1789 года для британского политика Уиллса Хилла, 2-го графа Хиллсборо (1718—1793). Он представлял Уорвик в Палате общин (1741—1756), занимал должности контролера королевского двора (1754—1756), казначея палаты (1755—1756), первого лорда торговли (1763—1765, 1766, 1768—1772), министра по делам колониям (1768—1772), государственного секретаря Южного Департамента (1779—1782), старшего тайного советника (1792—1793). В 1751 году для него были созданы титулы графа Хиллсборо и виконта Килварлина в графстве Даун (Пэрство Ирландии). В 1756 году он получил титул барона Хариджа из Хариджа в графстве Эссекс (Пэрство Великобритании). В 1772 году для него были созданы титулы графа Хиллсборо и виконта Фэрфорда в графстве Глостершир в системе Пэрства Великобритании.
Лорд Дауншир был старшим сыном англо-ирландского политика и помещика Тревора Хилла (1693—1742), который в 1717 году получил титулы виконта Хиллсборо и барона Хилла из Килвардина в графстве Даун (Пэрство Ирландии). Тревор Хилл был братом Артура Хилла, 1-го виконта Данганнона (ок. 1694—1771).
Артур Хилл, 2-й маркиз Дауншир (1753—1801), был депутатом Палаты общин Великобритании от Лоствитиела (1774—1780) и Мамлсбери (1780—1784), а также депутатом ирландской палаты общин от Дауна (1776—1793). Его старший сын, Артур Бланделл Сэндис Трамбулл Хилл, 3-й маркиз Дауншир (1788—1845), занимал должность лорда-лейтенанта графства Дауншир (1831—1845). Его сын и преемник, Артур Уиллс Бланделл Сэндис Трамбулл Виндзор Хилл, 4-й маркиз Дауншир (1812—1868), был депутатом Палаты общин от графства Дауншир (1836—1845).
В 2013 году 9-й маркиз Дауншир унаследовал титул 8-го барона Сэндиса. До принятия акта о пэрах в 1999 году маркизы Дауншир заседали в Палате лордов Великобритании в качестве графов Хиллсборо.
Маркизы Дауншир владеют замком Хиллсборо, поместьем Блессингтон в графстве Уиклоу и Истхэмпстэд Парк в окрестностях города Бракнелл в графстве Беркшир. Маркизы Дауншира также являются наследственными констеблями форта Хиллсборо.
В настоящее время резиденцией маркизов Дауншир является Замок Клифтон в окрестностях Хэмблтона в Северном Йоркшире.

## Предки

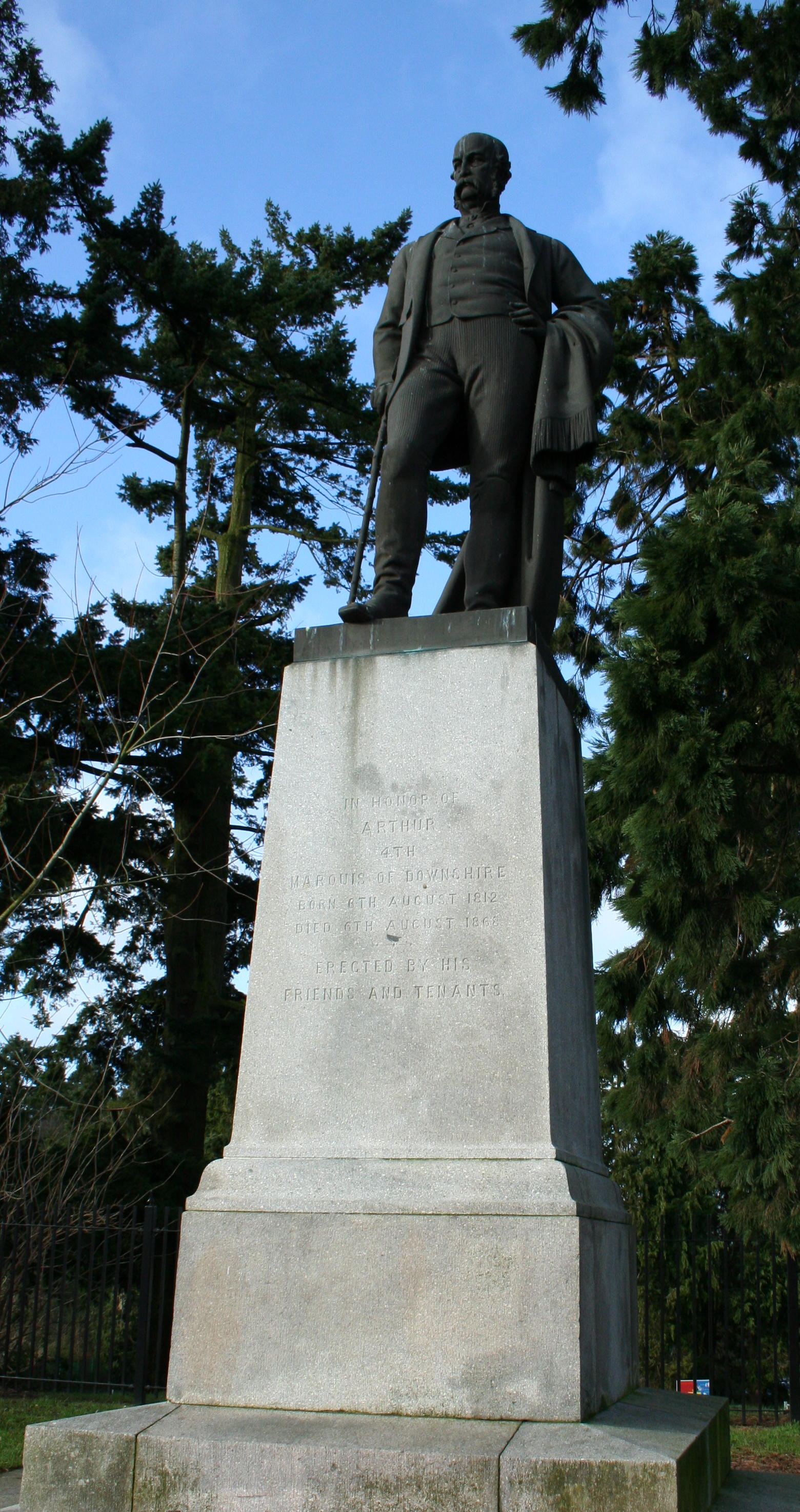
Памятник Артуру Хиллу, 4-му маркизу Даунширу, Хиллсборо, графство Даун

- Сэр Мойсес Хилл (умер в феврале 1630), рыцарь, приехал в Ирландию в качестве солдата в английской армии под командованием графа Эссекса.
- Артур Хилл (умер в апреле 1663), сын предыдущего, полковник в правление Карла I Стюарта, депутат от графств Даун, Антрим и Арма в первом парламенте Протектората (1654—1655), назначен констеблем замка Хиллсборо в 1660 году, член ирландского парламента от графства Даун с 1661 года
- Уильям Хилл (умер 1693), второй сын предыдущего, после смерти старшего сводного брата Мойсеса Хилла (ум. 1664) унаследовал имения Хиллсборо, член тайного Совета в правление Карла II и Якова II, депутат ирландского парламента от Баллишаннона с 1661 по 1666 год.
- Майкл Хилл (1672—1699), сын предыдущего, тайный советник, депутат Палаты общин Англии от Солтэша (1692—1695) и Хиллсборо (1695—1699). Он женился на Энн, дочери сэра Джона Тревора (ок. 1637—1717), спикера Палаты общин.

## Виконты Хиллсборо (1717)
- 1717—1742: Тревор Хилл, 1-й виконт Хиллсборо (1693 — 3 мая 1742), старший сын преподобного достопочтенного Майкла Хилла (1672—1699);
- 1742—1793: Уиллс Хилл, 2-й виконт Хиллсборо (30 мая 1718 — 7 октября 1793), сын предыдущего, маркиз Дауншир с 1789 года.

## Маркизы Дауншир (1789)
- 1789—1793: Уиллс Хилл, 1-й маркиз Дауншир (30 мая 1718 — 7 октября 1793), сын Тревора Хилла, 1-го виконта Хиллсборо;
- 1793—1801: Артур Хилл, 2-й маркиз Дауншир (3 марта 1753 — 7 сентября 1801), единственный сын предыдущего;
- 1801—1845: Артур Хилл, 3-й маркиз Дауншир (8 октября 1788 — 12 апреля 1845), старший сын предыдущего;
- 1845—1868: Артур Хилл, 4-й маркиз Дауншир (6 августа 1812 — 6 августа 1868), старший сын предыдущего;
- 1868—1874: Артур Хилл, 5-й маркиз Дауншир (24 декабря 1844 — 31 марта 1874), второй сын предыдущего;
- 1874—1918: Артур Хилл, 6-й маркиз Дауншир (2 июля 1871 — 29 мая 1918), единственный сын предыдущего;
- 1918—1989: Артур Хилл, 7-й маркиз Дауншир (7 апреля 1894 — 28 марта 1989), старший сын предыдущего;
- 1989—2003: Робин Хилл, 8-й маркиз Дауншир (10 мая 1929 — 18 декабря 2003), единственный сын лорда Артура Фрэнсиса Генри Хилла (1895—1953), внук 6-го маркиза Дауншира;
- 2003 — н. в.: Николас Хилл, 9-й маркиз Дауншир (род. 4 февраля 1959), старший сын предыдущего;
  - Наследник: Эдмунд Робин Артур Хилл, граф Хиллсборо (род. 21 мая 1996), единственный сын предыдущего.